# Воскресенка (Приморский край)
Воскресе́нка — село в Спасском районе Приморского края. Входит в состав Спасского сельского поселения.

## География
Село Воскресенка — спутник города Спасск-Дальний, примыкает к городу с юго-запада. По восточной окраине села Воскресенка протекает река Кулешовка.
От села Воскресенка до села Спасское (на север) — около 6 км. Расстояние до города Спасск-Дальний около 4 км.
В 2 км восточнее села Воскресенка находится станция Дальневосточной железной дороги Старый Ключ.

## Население
| 1900  | 1910 | 1912 | 1915 | 1923 | 1926  | 1959  |
| ----- | ---- | ---- | ---- | ---- | ----- | ----- |
| 376   | ↗618 | →618 | ↗755 | ↗917 | ↗1002 | ↗1700 |
| 1970  | 1979 | 2002 | 2003 | 2010 |       |       |
| ↘1100 | ↘900 | ↘752 | ↘748 | ↘593 |       |       |

## Улицы
| - ул. Авиаторская, - ул. Ворошиловская, - ул. Железнодорожная, - ул. Колхозная, | - ул. Комсомольская, - ул. Красноармейская, - пер. Луговой, - ул. Мира, | - пер. Овражный, - пер. Пасечный, - ул. Первомайская, - пер. Полевой, | - ул. Приханкайская, - ул. Трудовая, - ул. Центральная, - пер. Школьный. |

## Экономика
Сельскохозяйственные предприятия Спасского района.

## Инфраструктура
В окрестностях села Воскресенка находятся садово-огородные участки жителей города Спасск-Дальний.

## Известные уроженцы
- Ситников, Анатолий Андреевич (1940—1986) — советский инженер-ядерщик, ликвидатор последствий аварии на Чернобыльской АЭС.